# Shuwayrin
Shuwayrin (tiếng Ả Rập: شويرين, đã Latinh hoá: Shwīrīn), thay thế đánh vần là Shweirin hoặc Shurin, là một ngôi làng ở phía bắc tỉnh Aleppo, tây bắc Syria. Nằm giữa Azaz và al-Rai, khoảng 40 kilômét (25 mi)   phía bắc thành phố Aleppo và 9 km (5,6 mi)     phía nam biên giới với tỉnh Kilis của Thổ Nhĩ Kỳ, ngôi làng thuộc về hành chính của Nahiya Sawran ở quận Azaz. Các địa phương lân cận bao gồm Rael 2 km (1,2 mi) về phía tây bắc và Duwaybiq 3 km (1,9 mi) về phía tây nam. Trong cuộc điều tra dân số năm 2004, Shuwayrin có dân số 695.